# HMAS Uralba
HMAS Uralba – okręt pomocniczy Royal Australian Navy (RAN) z okresu II wojny światowej.

## Historia
Drewianokadłubowy parowiec „Uralba” został zbudowany na zamówienie North Coast Steam Navigation Company w Tuncurry w 1942. Niedługo po wodowaniu, 13 lipca 1942 „Uralba” została zarekwirowana przez RAN i przystosowana do roli minefield tender (okrętu którego zadaniem jest konserwacja pola minowego). HMAS „Uralba” (FY33) weszła do służby 23 listopada.
Od 1944 „Uralba” była używana jako okręt transportowy i zaopatrzeniowy.  „Uralba” została wycofana do rezerwy 20 czerwca 1946 i zwrócona właścicielowi 24 lipca 1947.
5 listopada 1971 „Uralba” została zatopiona jako część sztucznej rafy 8 kilometrów od Carrum.